# クセニヤ・ゴドゥノヴァ
クセニヤ・ボリソヴナ・ゴドゥノヴァ（ロシア語：Ксения Годунова / 英語：Ksenia Borisovna Godunova, 1582年 - 1622年8月30日/ユリウス暦8月20日）は、ロシアのツァーリであるボリス・ゴドゥノフの娘、母はマリヤ・スクラートヴァ＝ベリスカヤ。フョードル2世の姉でもある。

## 生涯

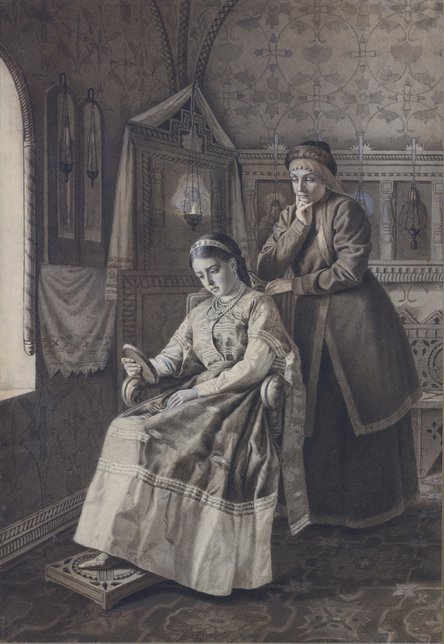
クセニヤ

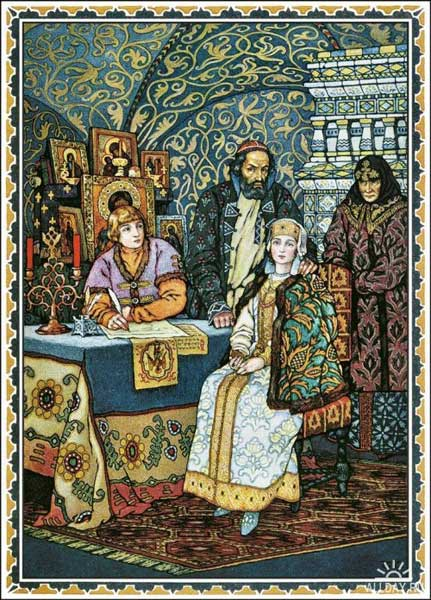
クセニヤと父ボリス、母マリヤ、弟フョードル

西欧文化に関心の高い父ボリス・ゴドゥノフの影響で高度な教育を受け、なおかつ大変な美人であったといわれ、その評判も高かったという。
1598年、父ボリスがツァーリに即位すると、彼女は皇女となり、ツァレーヴナの称号を有するところとなった。
1600年にスウェーデン王エリク14世の息子グスタフ・エリクソン・ヴァーサと婚約したが、グスタフの不品行が原因で破談となった。
次いで、1602年にシュレースヴィヒ＝ホルシュタイン公でデンマーク王子のヨハンを2人目の婚約者としてモスクワに迎えたが、ヨハンは結婚目前に病死してしまい、クセニヤは未婚のままであった。
1605年、ツァーリを僭称する反乱者偽ドミトリー1世と戦っていた父ボリスが死に、弟のフョードル2世が即位したが、ゴドゥノフ家の求心力は急速に衰えることとなる。
そして、偽ドミトリーがモスクワに入城し、ツァーリとして迎えられると、クセニヤの母マリヤと弟フョードル2世は殺害された。

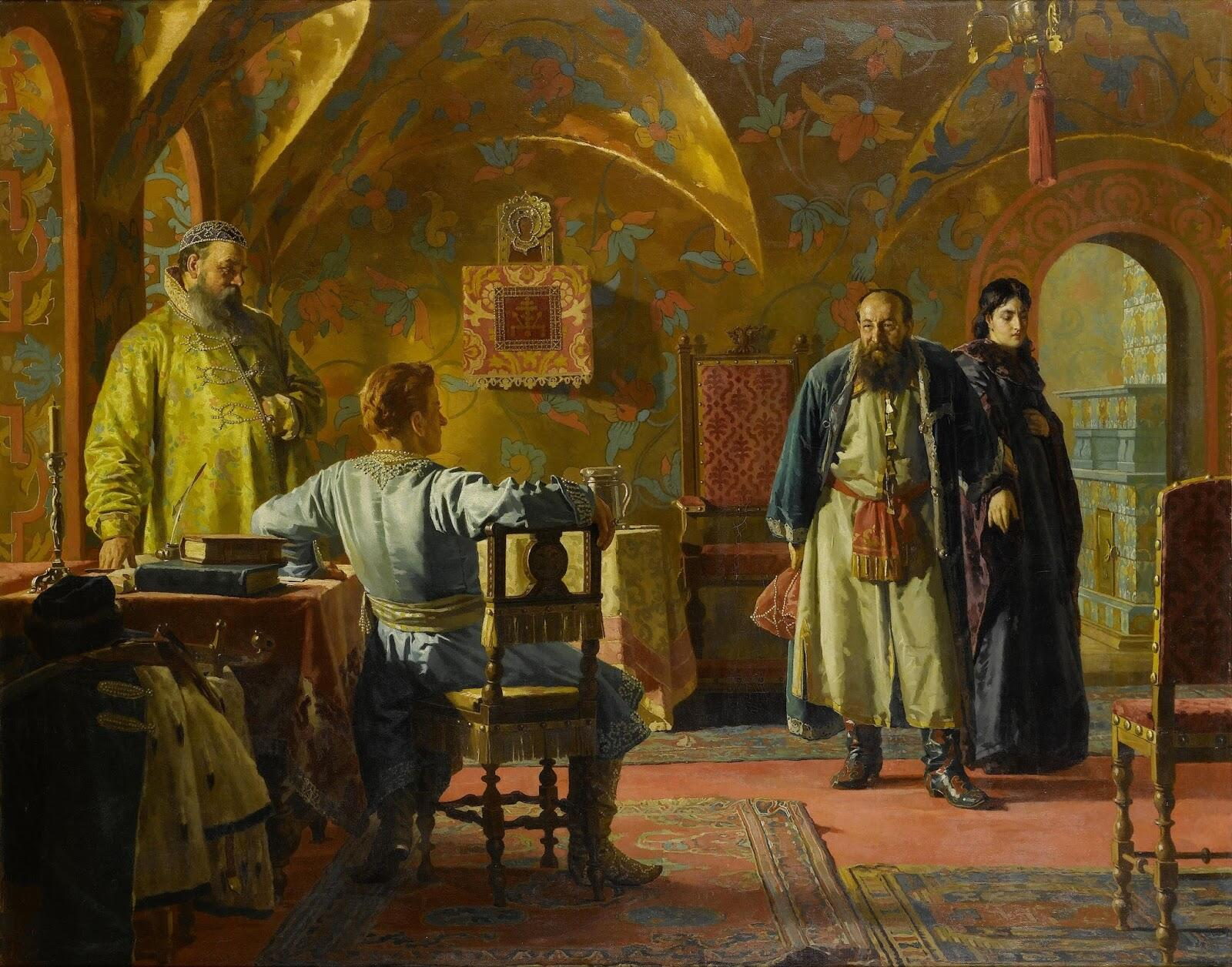
偽ドミトリー1世の前に引きずり出されたクセニヤ

クセニヤは命を助けられたものの、処女だった彼女は偽ドミトリーに強姦され、5ヵ月にわたって妾として扱われ宮殿で慰み者にされた。
そして偽ドミトリーの婚約者マリナ・ムニシュフヴナが到着する直前、ベロオーゼロの修道院に追放され、「オリガ」という名前を与えられ、修道女としての誓いを立てなければならなかった。
その後、クセニヤは修道女として家族の菩提を弔い続け、1613年にロマノフ朝が成立したのち、1622年8月30日に死亡した。弟フョードル2世は子が無いまま殺害され、もう一人の弟イヴァン（1587年 - 1588年）も夭折していた為、クセニヤの死で父ボリスと母マリヤの血筋は途絶えた。

### 外伝
プロスペル・メリメの著書『偽のドミートリー』に以下のような描写がある。

…… 事実、婚約者とその家族の者に莫大な贈り物をたずさえて、ヴラシエフがクラコビーに急行し、ロシアへ向って出発するようにとうながしているのに、皇帝は公然と女と一緒にクレムリン宮にいたのだ。その女こそ誰あろう、ボリスの娘クセニヤなのだ。
当時の人の伝うるところによると、クセニヤは非常に利口な娘で、色はぬけるように白くほんのり紅がさし、漆黒の輝く眼をもっていた。眉は迫っていたが、均整のとれたいいからだをしていて、まるでクリームにつかったような白い肌だった。非のうちどころのない人柄で、書物の人物よりも上品に話をした。その声は鈴をふるようで、彼女が頌歌を歌うのに耳傾けるのは、聞く者の喜びであった (原註:当時のロシア人の美人観がいかに東洋的であるか、よくわかる。迫った眉は、今日トルコやアルメニアの女の美人としての特徴で、墨で描いてまでそうする。)。―――この美貌が、クセニヤの宿命となった。彼女は母と弟の死を目のあたりに見て、まずある僧院の中にのがれた。ある年代記作者の言によると、彼女はムスチスラヴスキー公爵の邸内に身を隠したともいわれている。ついで彼女は、一家の敵の宮殿に入り、そこで数ヵ月間、彼女は皇帝の囲い女となった、おそらくこれは、ゴドゥノフ家の大部分の者が助命され、なかには知遇さえも受けるに至った、そうした皇帝の仁慈に彼女が打たれたからでもあろう。彼女が彼の誘惑に負けたか、または近代の多くの作者が主張するように、暴力で犯されたか、そのへんのところは今日これを実証することは不可能である。またドミートリーが捕虜の女の美貌に魅されたか、或いは情けを知らぬ勝利者の常として、成り上り者の虚栄心から彼女を生けにえにしようと、いわば復讐心のようなもので敵の家族を汚そうとしたのか、それもはっきり確答を与えることが出来ない。しかしながらしばらくのあいだ、クセニヤが彼の上に大きな勢力をもっていたことはたしかであって、それに対してムニーセックは警告をし、皇帝に対して不満の意を示したほどだった。ドミートリーがこの捕虜の女と手を切ったのは、マリーナがモスクワに向って出発したとの報に接してからだった。彼はクセニヤを当時の習慣に従い、一寺院にやった。彼女はオリガという名で、モスクワのサン・サージ僧院の尼僧となり、1622年にその寺で亡くなった。
…… 